# Saunders megye
Saunders megye az Amerikai Egyesült Államokban, azon belül Nebraska államban található. Megyeszékhelye és legnagyobb városa Wahoo. Lakosainak száma 22 278 fő (2020. április 1.). Saunders megye Dodge, Lancaster, Butler, Douglas, Sarpy és Cass megyékkel határos.

## Népesség
A megye népességének változása:
| Lakosok száma | 20 860 | 20 874 | 20 820 | 20 929 | 21 016 | 22 278 |
|               | 2010   | 2011   | 2012   | 2013   | 2015   | 2020   |